# Brontornis burmeisteri
Brontornis (Brontornis burmeisteri) és un gènere extint d'ocells no voladors gegants i depredadors que vivien en la Patagònia. L'única espècie actualment acceptada com a vàlida és B. burmeisteri, ha estat tradicionalment inclosa en la família Phorusrhacidae ("ocells del terror") per la gran grandària i estil de vida depredadora, i més precisament en la subfamília Brontornithinae, que contenia formes molt grosses i corpulentes.
Es coneix a partir d'ossos, principalment de les potes i els peus, però també per algunes peces de crani i columna vertebral, que es troba en diverses localitats de la província de Santa Cruz.

## Descripció

### Mida
A causa de la mida de les troballes, se li suposa una alçada de 280 centímetres. La massa dels ossos porta a estimacions de pes entre 350 i 400 quilograms o 319 a 350 quilograms, però algunes troballes presenten diferències de mida clares que poden arribar fins al 33% segons el tarsometatars. Una comparació dels tarsometatars de dos exemplars de B. burmeisteri, FM-P13259 i MLP-91 (lectotip), tots dos procedents de la mateixa regió geogràfica i formació geològica, mostra que no presenten cap diferència anatòmica, a part de la mida, on el primer és aproximadament un terç més petit que el segon. La idea és que són exemples de variació intraespecífica, possiblement dimorfisme sexual. Hi ha la possibilitat que representin dues espècies. Aquestes mesures farien que el Brontornis fos el quart ocell més pesat trobat fins ara, després de l'Aepyornis maximus, el Dromornis stirtoni i el Pachystruthio dmanisensis.

### Dieta
Hi ha incertesa sobre la dieta de l'espècie, a causa de la manca de material cranial ben conservat i la superposició entre exemplars. A causa de la ubicació original dins del grup d'"ocells del terror", alguns investigadors creuen que el Brontornis podria haver estat un carronyaire. En conseqüència, l'art i les reconstruccions de crani representaven el Brontornis amb un bec superior prim i ganxut, tot i que els paleontòlegs no n'estan segurs perquè falta la punta de les mandíbules conservades.
Per contra, alguns paleontòlegs han proposat una dieta herbívora per al Brontornis. Els estudis sobre la mandíbula inferior indiquen que probablement no era adequat per esquinçar aliments animals. L'amplada i la forta mandíbula inferior són similars a les del Gastornis i l'Aepyornis, dos grans ocells herbívors. De la mateixa manera, les ungles del Brontornis no mostren corbes més fortes en comparació amb els Forusràcids i, per tant, no permeten urpes semblants a les dels rapinyaires per esquinçar la carn, cosa que suggereix una dieta més basada en plantes. Tenint en compte l'enorme mida corporal, se suposa que el Brontornis habitava paisatges més oberts, tal com també s'ha demostrat per a la formació de Santa Cruz. El tarsometatars curt i ample en comparació amb el tibiotars suggereix una locomoció lenta adaptada a l'enorme massa corporal.

## Taxonomia
Els primers fòssils del Brontornis burmeisteri van ser descrits pels paleontòlegs Francisco Moreno i Alcides Mercerart el 1891, sent els fòssils un fèmur esquerre, un tibiotars, un peroné i un tarsometatars, tots del mateix individu, trobats als estrats del Miocè inferior-mitjà de la formació de Santa Cruz a la província de Santa Cruz, Argentina. En el mateix article, dos tibiotars distals de la mateixa zona també es van anomenar Brontornis. Sense saber-ho, Moreno i Mercerat també van anomenar una espècie que ara es considera sinònima de Brontornis burmeisteri, Rostrornis floweri, que inclou: diversos fragments de bec i crani, set vèrtebres i fragments, cap femoral, part inferior del fèmur esquerre, ectocòndil del tibiotars dret.Algunes falanges i una tròclea de tarsometatars també es van anomenar al tipus, però no s'han descrit en detall. Aquests fòssils es van trobar a la formació Monte León del Miocè inferior, una de les dues formacions de les quals es coneix definitivament el tàxon. Alguns fòssils addicionals, inclòs un quadrat, van ser anomenats Brontornis per Moreno i Mercerart el 1891, però aquests van ser anomenats de manera dubtosa. Mercerat va anomenar un altre tàxon sinonimitzat amb Brontornis, Stephanornis princeps, el 1893, tot i que el fòssil ara s'ha perdut, de manera que aquesta avaluació no es pot verificar.

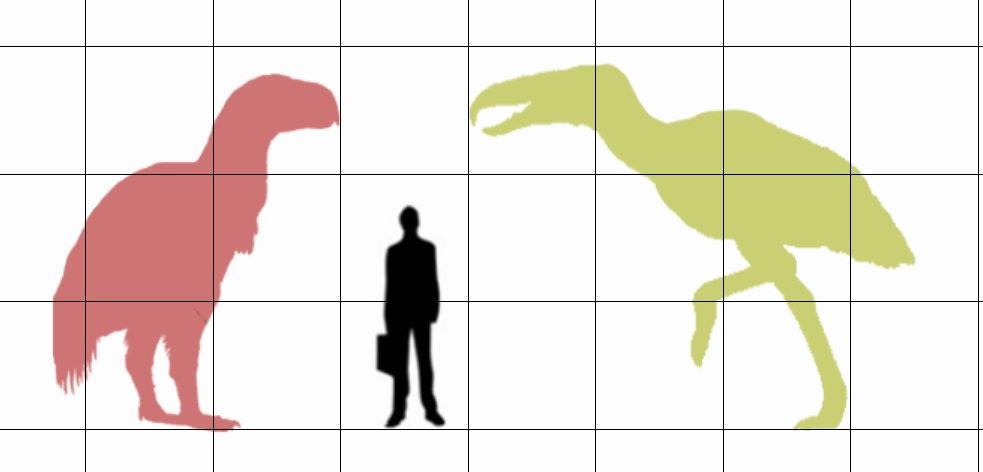
Comparació de mides de Brontornis (vermell), Kelenken (groc) i un humà.

El rival de Moreno, Florentino Ameghino, també va trobar fòssils de Brontornis, que va anomenar Brontornis platyonyx el 1895 basant-se en quatre falanges dels peus trobades a Monte Leon. L'espècie ha estat sinonimitzada amb Brontornis. Ameghino també va anomenar Liornis floweri basant-se en un tibiotars distal, un tarsometatars distal i dues falanges pedals d'un juvenil que el 1967 es va sinonimitzar amb Brontornis. Liornis minor també es va sinonimitzar el 1967, però des de llavors s'ha sinonimitzat amb Phorusrhacos. Callornis giganteus, un altre tàxon d'Ameghino, també pot ser un sinònim de Brontornis o un parent proper diferent. Recentment, les afinitats d'alguns exemplars de Brontornis s'han qüestionat a causa de la incerta i debatuda posició filogenètica del gènere i els sinònims.

### Evolució

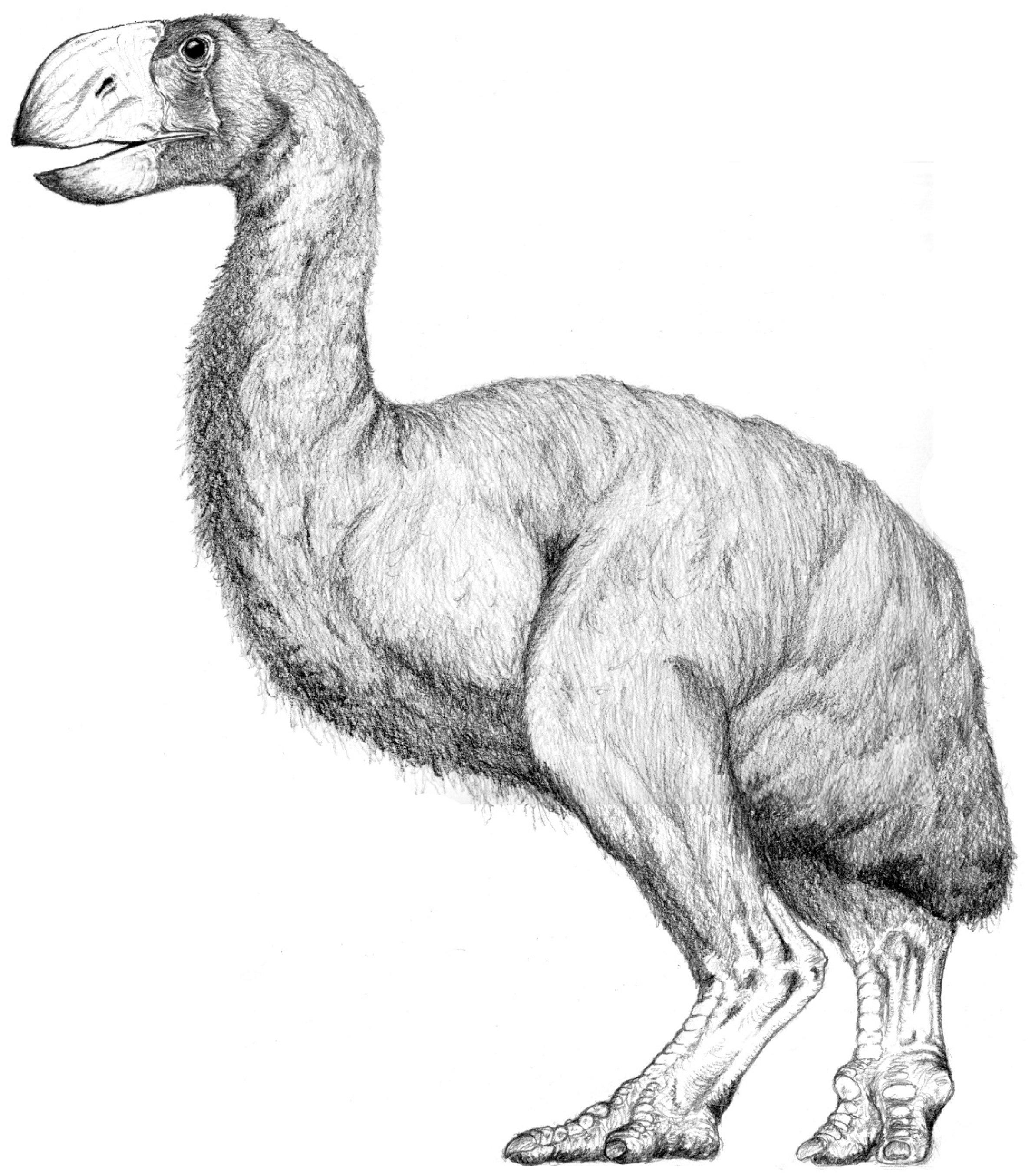
Restauració especulativa de la vida de Brontornis com a un anseriforme.

Treballs recents han posat en dubte la hipòtesi que Brontornis és un forusràcid. Brontornis podria representar en realitat un anseriforme, i altres gèneres tradicionalment assignats a Brontornithinae (Physornis i Paraphysornis) són veritables forusràcids. S'havia proposat que la subfamília que conté els dos últims fos rebatejada com a Physornithinae, amb Physornis fortis com a espècie tipus. Si aquestes conclusions són vàlides, això significaria que hi ha tres grups d'anseriformes basals gegants, en ordre cronològic de divergència: els gastornítids (Gastornis i parents), Brontornis i, finalment, els mihirungs d'Austràlia. Tanmateix, altres anàlisis també han argumentat que Brontornis presenta vèrtebres toràciques diagnòstiques dels forusràcids, cosa que dóna suport a la col·locació dins d'aquest grup.
Brontornis és un gènere d'ocells (Aves), que de vegades es denomina a la seva pròpia família Brontornithidae. Es tracta d'ocells molt grossos i no voladors del Miocè de Sud-amèrica, coneguts a partir de material molt fragmentari. L'assignació sistemàtica exacta de Brontornis i els Brontornithidae és molt incerta i en constant canvi, cosa que es deu en gran part a la naturalesa fragmentària de les restes. Originalment situats a la base dels Phorusrhacidae ("ocells del terror"), hi ha diversos punts de vista diferents sobre quina és la classificació actual. Després de diversos estudis cladístics, els Brontornithidae s'han trobat com a parents basals de les oques. D'altra banda, també formen el grup germà dels cariàmids, que combinen els Seriema i els Phorusrhacidae actuals. Des de la introducció dels Brontornithidae com a grup familiar, aquest s'ha considerat principalment monogenèric o monoespecífic. Alguns autors han considerat altres gèneres com a possibles parents, però la majoria d'aquests s'han considerat com a sinònims de Brontornis o Phorusrhacos. Tanmateix, a Salla-Luribay, Bolívia, es va trobar un tibiotars d'un ocell gros similar a Brontornis en estrats de l'Oligocè, convertint-lo en el fòssil de Brontornithid més antic conegut.
Tradicionalment, Brontornis s'atribuïa normalment com a gènere a la família extinta dels Phorusrhacidae ("ocells del terror"), que estava força estesa a Sud-amèrica i comprèn ocells grossos a molt grossos, majoritàriament depredadors. Aquests estan relacionats amb els Seriama, compartint característiques com ara un bec superior en forma de ganxo i les ungles corbes, que tenien urpes afilades i, per tant, distingeixen els ocells com a carnívors depredadors. Dins dels forusràcids, Brontornis es referia a la seva pròpia subfamília de Brontornithinae, ocells molt grossos i massius que també incloïen territoris físics i paràfisis. L'assignació als Phorusrhacidae es va basar principalment en la forta símfisi mandibular inferior i el tarsometatatars dirigit a la part frontal i posterior, i va ser recolzada per Herculano M. F. Alvarenga i Elizabeth Höfling el 2003. Una revisió del gènere de Federico L. Agnolin el 2007 rebutja l'assignació basada en aquestes característiques als Phorusrhacids, ja que també es troben en altres grans ocells corredors primerencs, per exemple en anseriformes o dins dels dromornítids. La rotació de la forma mitjana del tibiotars i la construcció de la pota quadrada suggereixen una relació més propera amb la família de les oques (anseriformes) en lloc de Phorusrhacidae. Per aquestes raons, Agnolin Brontornis va ser exclòs dels Phorusrhacids i traslladat a la base dels ocells oques. Physornis i Paraphysornis, en canvi, s'han considerat parents propers de Brontornis en la seva pròpia subfamília a Phorusrhacidae, Brontornithinae, tot i que de vegades es coneix com a Physornithinae.
Aquesta posició filogenètica per a Brontornis havia estat originalment afavorida per les primeres descripcions del gènere, però el 1927 Mathilde Dolgopol de Sáez el va classificar com a parent de les oques i de Gastornis. Posteriorment, després de la revisió d'Agnolin, l'anàlisi va rebre certa aprovació per part d'altres paleontòlegs, però el desacord d'altres.
Una anàlisi filogenètica de Phorusrhacidae el 2011 va tornar a concloure que Brontornis estava justificat en la seva col·locació amb l'expressió especial d'una vèrtebra toràcica fragmentada. Un cop més, suggerint que Brontornis es trobava dins dels anseriformes.
Altres anàlisis cladistes van suggerir que l'estructura s'assemblava a la dels anseriformes. També es va assenyalar diverses vegades la manca del cridaner pont ossi (Pons Supratendineus) a la part frontal de l'articulació inferior del tibiotars de Brontornis, cosa que també passa als Phorusrhacidae. A més, la construcció curta i robusta de la mandíbula contrasta amb les mandíbules llargues i primes dels Phorusrhacids, cosa que va suggerir de nou que Brontornis no és un forusràcid. Segons els exàmens ja esmentats, el disseny diferent de la mandíbula inferior també resulta en una dieta diferent dels Phorusrhacids.
Tanmateix, un estudi del 2017 va suggerir que Brontornis pertanyia a un tàxon germà de cariàmids. Com a resultat, el gènere es va acostar als Phorusrhacidae, però no directament a dins seu. Això suggereix que l'estudi anterior va malinterpretar l'orientació del tarsometatars com a punt central de l'assignació sistemàtica de Brontornis. Es va assenyalar que els estudis anteriors utilitzaven poc material de Brontornis. No obstant això, un estudi del 2021 va tornar a trobar que Brontornis era un gastornitiforme.